# Тінь сумніву
«Тінь сумніву» (англ. «Shadow of a Doubt») — психологічний трилер Альфреда Хічкока (1943) з Джозефом Коттеном у головній ролі. Заснований на реальній історії серійного душителя 1920-х років Ерла Леонарда Нельсона. Має репутацію «першого незаперечного шедевра» Хічкока та фільму, в якому англійський режисер «уперше відкрив для себе Америку».

## Сюжет
Чарлі (Тереза Райт) — старшокласниця з маленького каліфорнійського містечка. Знудившись від браку подій у своєму житті, вона намагається думками викликати до себе блудного дядечка, на честь якого отримала своє ім'я. Її бажання збувається, й загадковий дядечко Чарлі (Джозеф Коттен) найближчим поїздом прибуває до сонячної Каліфорнії.
Спочатку дівчина у захваті від радості й із задоволенням слухає оповіді дядечка про його мандри по світу. Але потайний характер родича та його дивний інтерес до заможних вдів породжують у неї «тінь сумніву», особливо після того, як той намагається втекти від двох репортерів, що прийшли до них у будинок заради інтерв'ю з її матір'ю.
Поки на Східному узбережжі намагаються з'ясувати місцезнаходження новоявленого Синьої бороди, прозваного пресою «вбивцею веселих вдів», у голові в Чарлі щораз спливає мелодія вальсу «Весела вдова». Героїня не може збагнути, чи це знову телепатія. Їй не віриться, що вона живе під одним дахом із серійним убивцею.

## Сценарій
«Жінка, на ім'я Маргарет Макдоннел, яка очолювала сценарний відділ у Селзніка, була одружена з романістом. Одного разу вона повідомила мені, що у її чоловіка народився задум фільму, а він ніяк не збереться його розвинути. Вона запросила мене на обід, під час якого ми цю ідею як слід обговорили», — згадував Хічкок. Розробку сценарію було доручено видному драматургу Торнтону Вайлдеру, авторові п'єси «Наше містечко», дія якої відбувається в провінції. Багато американських письменників на той час вважали нижче своєї гідності працювати над детективами та трилерами. Хічкок був захоплений готовністю письменника такого рангу, як Вайлдер, співпрацювати з ним; в початкових титрах фільму йому виражена особлива подяка.
Під час роботи над сценарієм Вайлдера призвали на військову службу. Хічкок поїхав разом з Вайлдером до місця служби на поїзді, чекаючи, поки той закінчить сценарій. Вайлдер дописав його в кінці поїздки, помістивши розв'язку в поїзді. Згодом сценарій допрацьовували дружина Хічкока, Альма, і автор гумористичних оповідань Саллі Бенсон. Режисер попросив їх «врівноважити похмурий драматизм» сценарію «блискітками гумору».

## У ролях
- Тереза Райт — Шарлотта «Шарлі» Ньютон
- Джозеф Коттен — Чарльз Оклі
- Генрі Треверс — Джозеф Ньютон, батько Шарлотти
- Патрісія Колліндж — Емма Ньютон, мати Шарлотти
- Макдональд Кері — Джек Грем, детектив
- Воллес Форд — Фред Сондерс, детектив
- Хьюм Кронін — Хербі Хокінс, сусід
- Камео Альфреда Хічкока — пасажир у потязі, який грає в бридж та якому випадає повний набір пік

## Знімальна група
- Режисер: Альфред Хічкок
- Сценарій: Торнтон Вайлдер, Селлі Бенсон, Елма Ревілл
- Продюсер: Джек Х. Скерболл
- Оператор: Джозеф Велентайн
- Художники: Джон Б. Гудман, Роберт Бойл
- Композитор: Дмитро Тьомкін (перший досвід співпраці з Хічкоком)
- Монтаж: Мілтон Керрат

## Виробництво

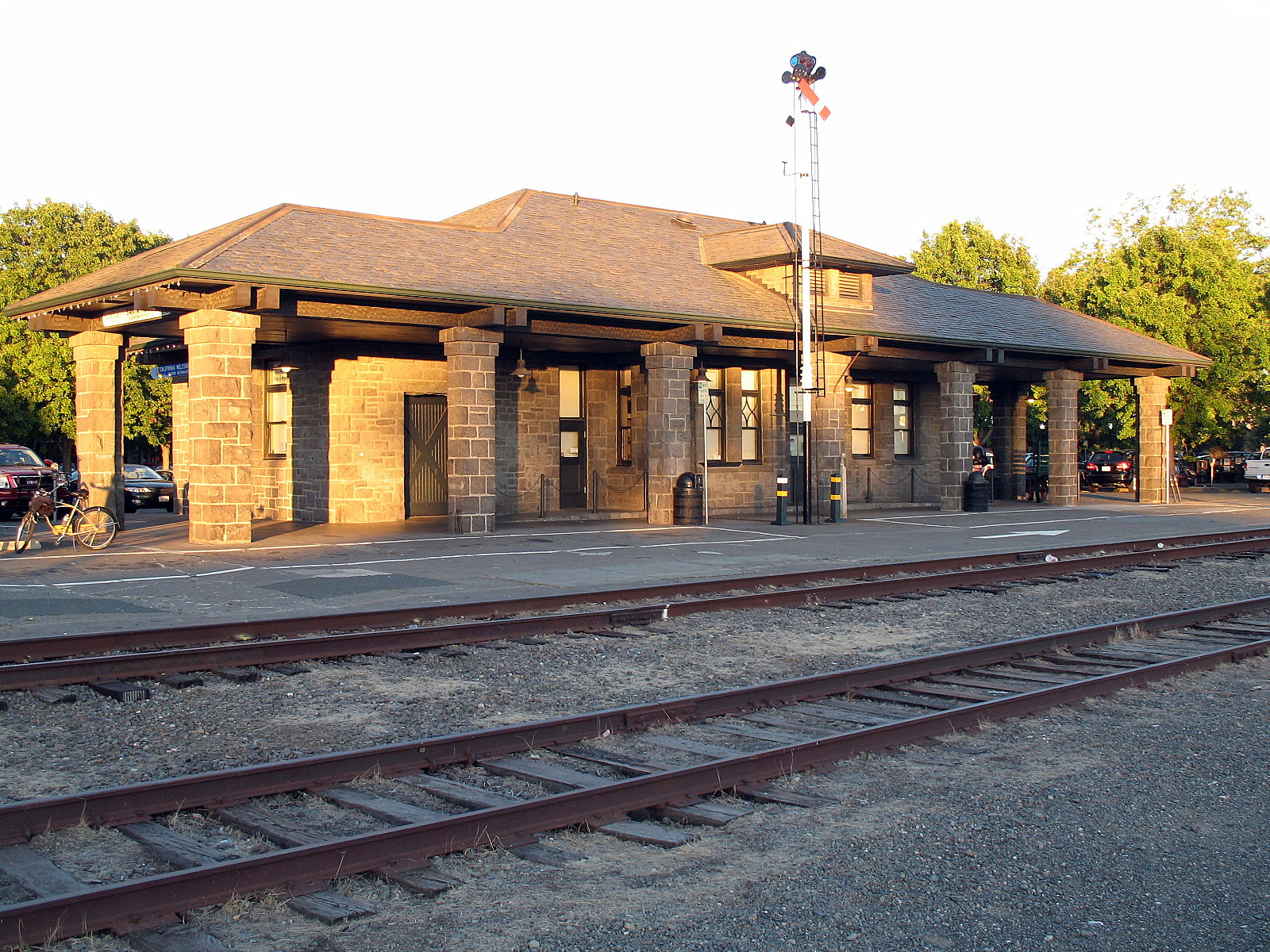
Залізнична станція в Санта-Розі

Вся дія відбувається в типовому для Америки містечку Санта-Роза, і лише початкову сцену знято серед висоток Ньюарка на східному узбережжі. Будинок одного з жителів Санта-Рози, що був обраний для зйомок, спочатку здався Хічкоку надто фешенебельним для банківського клерка, який за сценарієм не може собі дозволити навіть наручних годинників. З розмови з власником будинку з'ясувалося, що той справді працює в місцевому банку, після чого було вирішено використовувати саме цей особняк.

## Аналіз
У розпал Другої світової війни Хічкок показав, що зло не приходить в суспільство звідкись іззовні, а під ввічливою зовнішністю гніздиться в самому серці «нормальної» американської родини, точніше — являє собою витиснений з повсякденного життя виворіт нормальності. У цьому відношенні «Тінь сумніву» віщує препарування ідилічної картинки провінційної Америки в таких фільмах, як «Синій оксамит» Девіда Лінча.
Коли герой Котто прибуває в містечко, весь екран заволікає чорний дим локомотива, що знаменує, як висловився Трюффо, «пришестя диявола». Дейв Кер характеризує «Тінь сумніву» як «відкриття Хічкоком тьми в серці американської провінції» та «проникнення за вітрину добробуту, яке виявляє там самотність, відчай та смерть». Збіг імен головних героїв відтіняє їхня внутрішня спорідненість: при всій своїй щирості дівчина теж не вільна від тяги до насильства, а в одній зі сцен прямо загрожує героєві Котто вбивством. Це її бажання матеріалізується у фіналі:
Племінниця ненавмисно його вбиває. Значить, лиходії не завжди зовсім чорні, а герої теж бувають не без плямочки. У кожного свої півтони.— А. Хічкок

## Значення
Серед хічкоківських фільмів сорокових років «Тінь сумніву» та «Лиха слава» стали фаворитами кінознавців та кінокритиків. Вихід фільму на широкий екран супроводжувався захопленими рецензіями провідних видань, попри повторення теми недавнього фільму «Підозра».
В інтерв'ю 1964 року Хічкок погодився з думкою журналіста, що «Тінь сумніву» — чи не найкращий з його фільмів. Щоправда, пізніше в інтерв'ю з Трюффо він спростував цю думку. Його співрозмовник вважав, що саме «Тінь сумніву» навіяла Бунюелеві задум фільму «Спроба злочину».
Одним з перших серед фільмів Хічкока «Тінь сумніву» увійшла до Національного реєстру найбільш значущих фільмів (1991). Фільм також значиться в рейтингу 250 найкращих фільмів за версією IMDb.